# Jonathan Sánchez

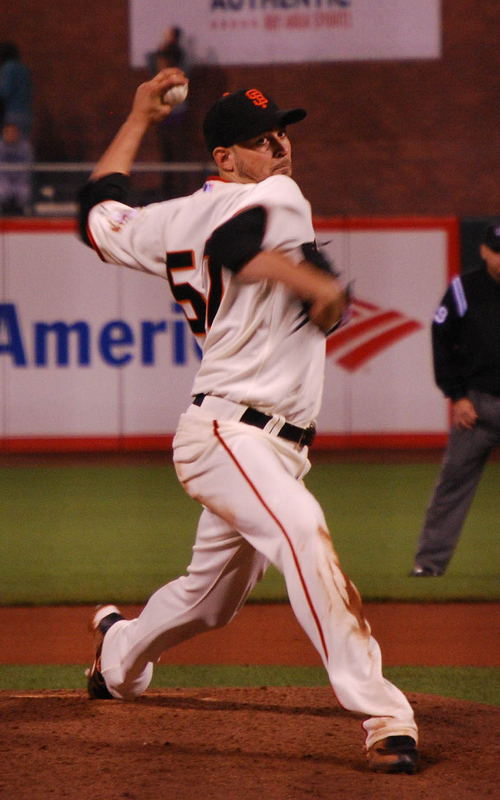

Jonathan Sánchez é um jogador profissional de beisebol estadunidense.

## Carreira
Jonathan Sánchez foi campeão da World Series 2010 jogando pelo San Francisco Giants.